# هنري كراوزيك
هنري كراوزيك (بالإنجليزية: Henry Kramczyk)‏ هو راكب الكنو أمريكي، ولد في 29 مايو 1946.

## وصلات خارجية
- هنري كراوزيك على موقع أوليمبيديا (الإنجليزية)